# Europahütte
L'Europahütte è un rifugio alpino situato nel comune di Randa (Vallese - Svizzera), nella valle Mattertal, nel Massiccio del Mischabel delle Alpi Pennine, a 2.220 m s.l.m..

## Caratteristiche e informazioni
Si trova lungo i percorsi escursionistici del Tour del Monte Rosa e dell'Europaweg. È stato costruito nel 1998-1999 all'incrocio tra il sentiero di salita alla Domhütte ed il tracciato dell'Europaweg. È aperto solamente in estate e non ha locale invernale.

## Accessi
Il rifugio è raggiungibile dall'abitato di Randa (1.439 m) in circa due ore.

## Ascensioni
- Al Grabenhorn - 3.371 m[1]

## Traversate
- Domhütte[2] - 2.940 m
- Täschhütte - 2.701 m
- Kinhütte - 2.584 m